# Batteria Mirus
La batteria Mirus è stata un'installazione militare sita sull'isola di Guernsey, realizzata durante il corso della seconda guerra mondiale dalla Kriegsmarine tedesca.

## Storia

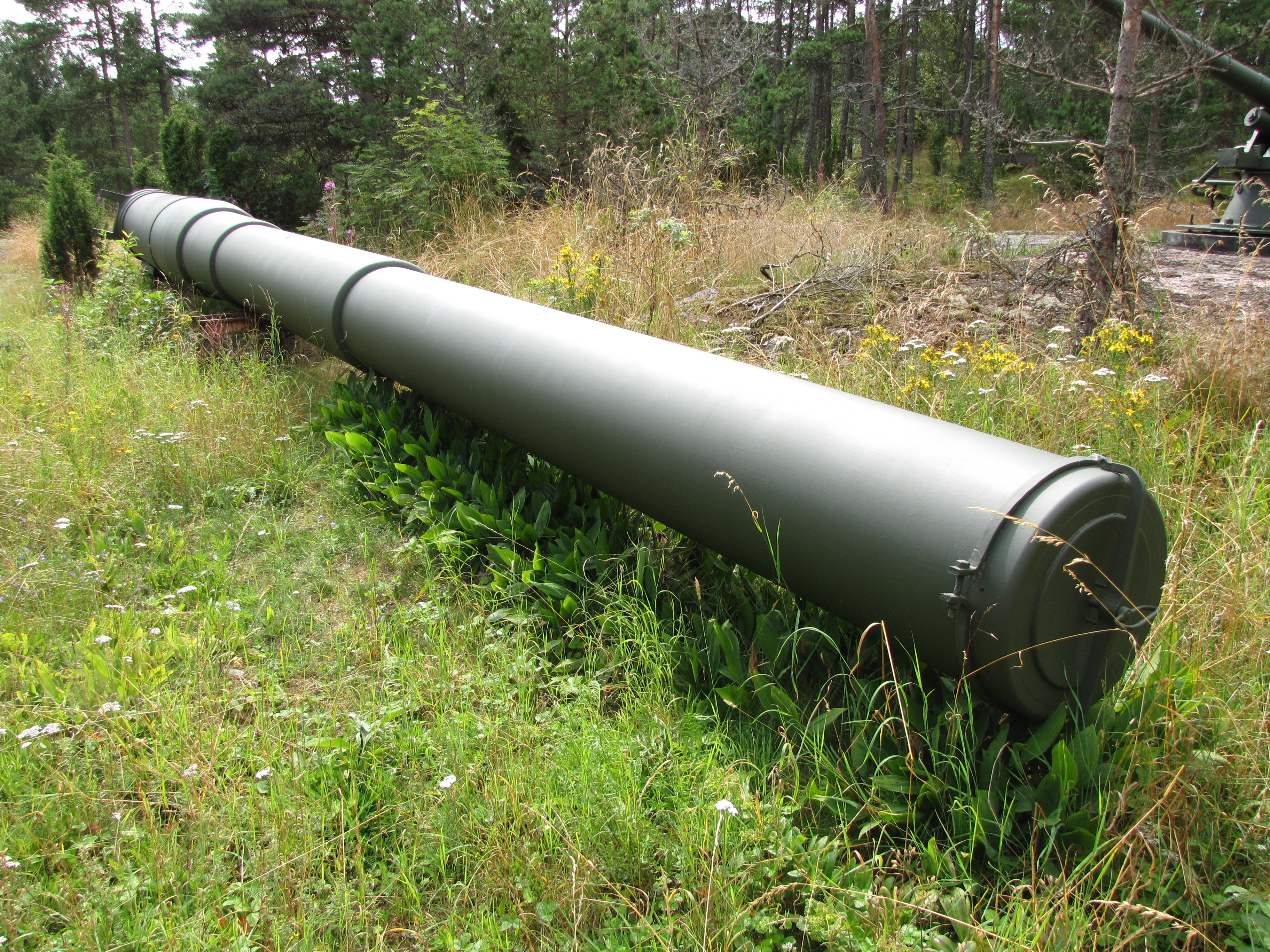
Cannone da 305/52 conservato a Kuivasaari, Finlandia.

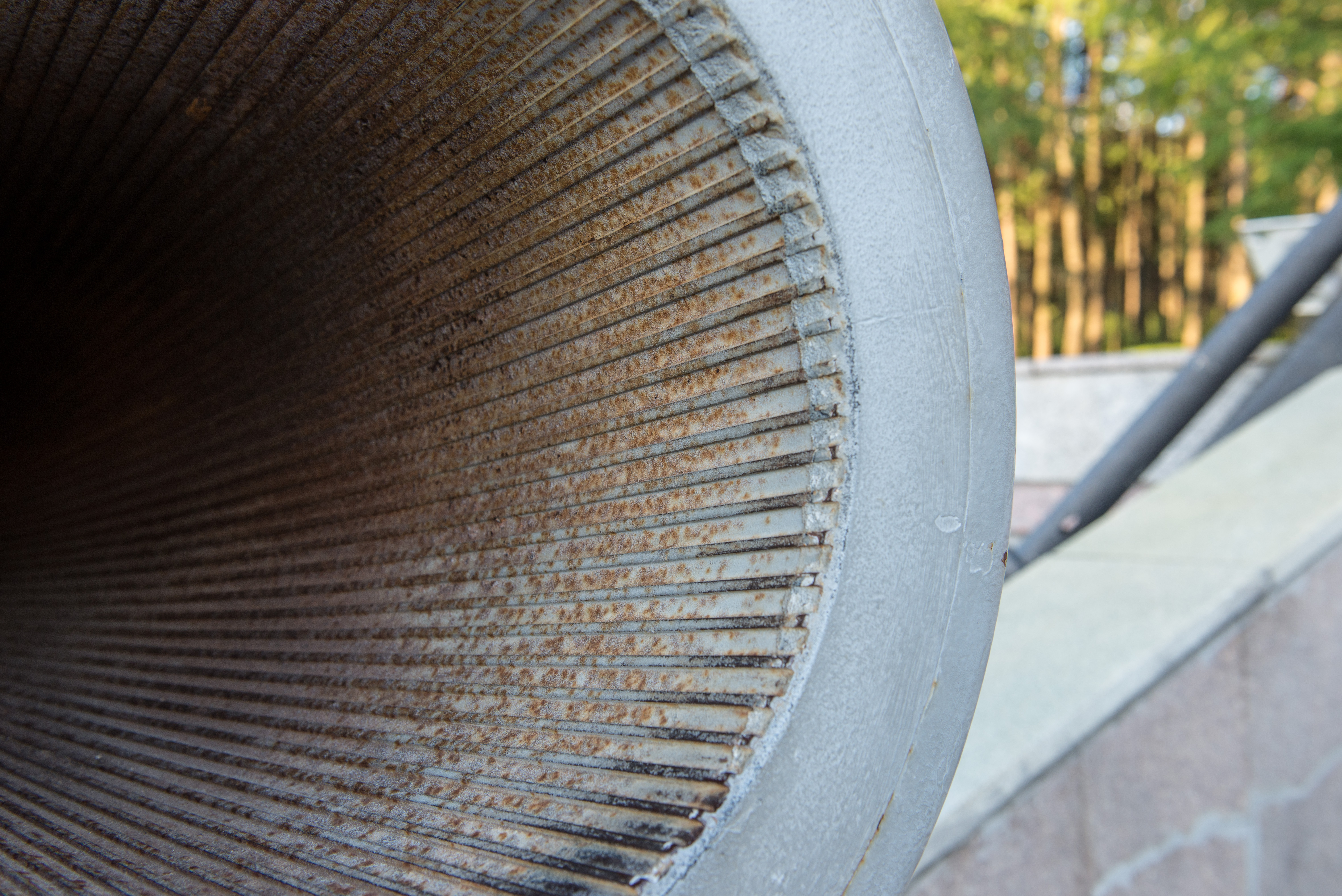
Particolare della rigatura della canna di un cannone da 305/52.

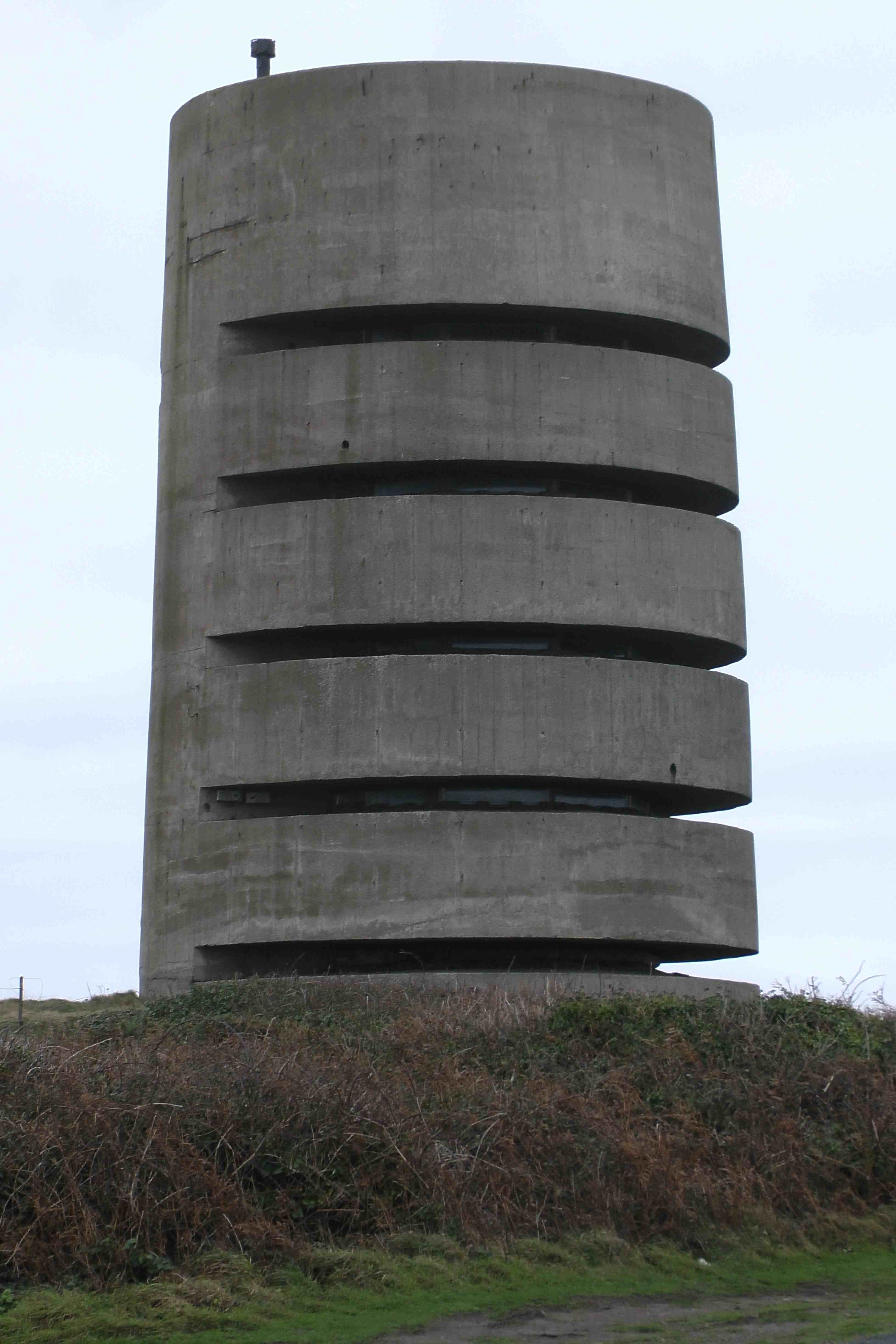
Torre per telemetro MP 3.

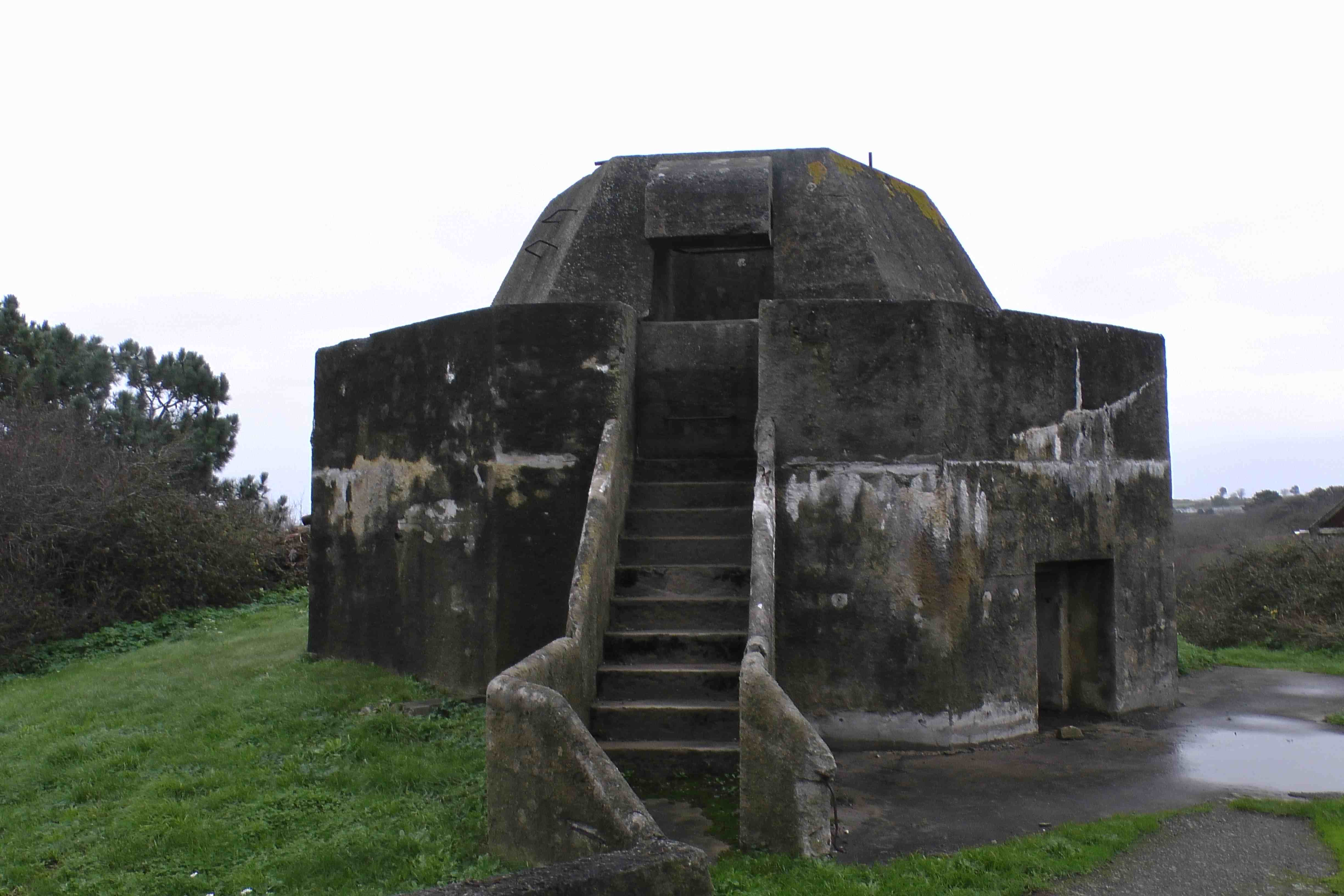
Base per cannone da 20 mm Flak usata per l'installazione di un radar Freya.

Nel gennaio 1940, nel pieno della guerra d'inverno, la Finlandia acquistò 12 cannoni da 305/52 provenienti dalla demolizione della nave da battaglia della marina imperiale russa Imperator Aleksandr III, internata dal 1921 al 1936 a Biserta, in Tunisia. I primi 8 pezzi vennero consegnati regolarmente al governo finlandese, mentre gli ultimi quattro si trovavano a bordo della nave finlandese SS Nina nel porto norvegese di Narvik quando, nell'aprile 1940, la Germania invase Danimarca e Norvegia. Alle canne venne data la denominazione 30,5 cm K.14(r) (“14” significa 1914, anno di fabbricazione, e “r” significa russisch o russo).
I quattro cannoni confiscati vennero sbarcati a Bergen e mandati alle acciaierie Krupp di Essen dove furono realizzati i supporti e tutti i componenti necessari per il loro riutilizzo. I supporti originali dei cannoni fornivano un'elevazione di soli 15º, quindi furono progettate e costruite nuovi affusti ad azionamento elettrico, del peso di 38.190 kg, consentendo un'elevazione di 48º. Sarebbero stati conosciuti come Bettungsschiessgerüst C.40. Con una portata massima di 51.000 m con proiettili ad alto esplosivo da 250 kg e 32.000 m con proiettili perforanti o ad alto esplosivo da 405 kg, sarebbero buone armi per l'installazione a terra.  I proiettili venivano lanciati con una carica di cordite a una velocità massima di 1.020 m/sec ed era stato sviluppato un sistema ad aria compressa per consentire la pulizia delle canne dopo ogni sparo. Nel 1941 il lavoro sugli affusti era sufficientemente avanzati per iniziare quelli sulla corazzatura dei cannoni, 150 mm nella parte anteriore e 50 mm sui lati, superiore e posteriore. La fabbrica Krupp produsse anche nuove munizioni.
Le armi e le loro culle furono trasportate sui treni a Saint Malo e una alla volta caricate su una chiatta fino al porto di Saint Peter, isola di Guernsey.  Una grande gru galleggiante olandese da 100 tonnellate fu rimorchiata da Le Havre, necessaria per trasferire le 38 tonnellate dell'arma dalla chiatta a un rimorchio con 48 pneumatici su 12 assi sterzanti. Questo rimorchio, che trasportava un solo un pezzo alla volta,  fu poi trainato per 8 km a passo d'uomo utilizzando quattro semicingolati pesanti Sd.Kfz. 8 collegati in linea al sito della batteria. I preparativi per il trasporto a Guernsey includevano l'abbattimento degli alberi con la demolizione di muri in diversi incroci in modo che il convoglio potesse evitare le curve più strette. Carriponte da 75 tonnellate sollevarono i cannoni nelle loro postazioni.
La batteria di quattro cannoni era sparsa su un'area di 1 km x 0,75 km. Alcuni civili locali furono sfrattati durante il periodo di costruzione, altri dopo che questi furono completati. Le strade sono state chiuse e l'accesso limitato.
Fu costruito un campo di lavoro per i lavoratori OT, Lager Westmark, molti dei quali erano spagnoli repubblicani fuggiti da Francisco Franco e che erano stati prelevati dai campi di internamento in Francia. Venivano mal nutriti e curati dalle imprese edili civili tedesche per cui lavoravano. Altri lavoratori includevano esperti specializzati portati sull'isola dalla Germania o dai paesi occupati e uomini di Guernsey. Tutti i lavoratori venivano pagati per il loro lavoro.
Oltre ai quattro cannoni la batteria Mirus era composta da un bunker comando antiaereo tipo S446, da un radar FuMO 214 Würzburg See Riese e da un telemetro di 10 m di lunghezza. La protezione antiaerea ravvicinata era composta da varie piazzole con cannoni da 37 e 20 mm e da alcuni cannoni da 88/56 mm. La torre bunker telemetrica MP3 dava i dati di tiro alla batteria, ed era collegata al comando della Kriegsmarine a Saint-Jacques, nelle vicinanze del porto di St. Peter. Ogni pezzo da 305/52 era collocato all'interno di un pozzo circolare in cemento del diametro di 21 m, sormontato da un tetto corazzato. La lunghezza di ogni singola installazione era di 33 m, la larghezza di 31 m, mentre lo spessore delle pareti esterne era di più di 1,5 m. Numerose rampe di accesso consentivano l'ingresso agli addetti, mentre il rifornimento delle munizioni e dei rifornimenti avveniva su piccoli vagoni. Tutti i cannoni e diversi bunker vennero mascherati per sfuggire alla ricognizione aerea. I pezzi n.1 e n.3 furono camuffati da cottage di campagna, mentre i n.2 e n.4 con coperture fatte di reti, fogliame e cespugli finti. I bunker deposito munizioni erano mimetizzati da normali abitazioni, dotati di tetti spioventi e finestre e porte dipinte.
Il personale in dotazione a ciascun cannone era formato da 72 uomini della marina e il 13 aprile 1942 ebbe luogo il primo tiro di prova del cannone n. 2.
All'esercitazione di aprile assistettero diversi osservatori, tra cui un fotografo ufficiale, che fermatosi troppo vicino al cannone fu gettato in un fosso a causa dell'onda d'urto. Prima dei tiri di prova, i proprietari delle case locali venivano avvertiti di aprire le finestre per evitare la frantumazione del vetro. Le serre della zona crollavano o si rompevano molti vetri ogni volta che venivano sparati i colpi di prova. Entro il 29 giugno, tutti e quattro i cannoni erano pronti al fuoco, anche se ad azionamento manuale.
Il centro di comando utilizzava un computer meccanico, che teneva conto dei dettagli della velocità del vento, della pressione dell'aria e del raggio di tiro. La sala controllo era presidiata 24 ore su 24 e richiedeva un equipaggio di 18 turni di lavoro.[12]
Nell'agosto 1942 si tenne una breve cerimonia per rinominare la batteria. Per ordine del Großadmiral Erich Raeder divenne Batterie Mirus in onore di kapitän zur see Rolf Mirus, un esperto di armi della Kriegsmarine, ucciso in azione il 3 novembre 1941 a bordo del Flugsicherunggsboot 502 in viaggio da Guernsey ad Alderney.
Il 1º novembre fu completata la meccanizzazione della batteria che fu quindi formalmente consegnata alla Kriegsmarine e passò sotto la giurisdizione del MAA 604. I lavori sul sito proseguirono con la realizzazione delle opere accessorie nei mesi successivi.
Si verificarono allarmi regolari, alcuni per esercitazione e altri reali, anche se non tutti gli allarmi comportarono l'uso delle armi. A volte le navi militari britanniche si avvicinavano a Guernsey per cercare di far sparare i cannoni in modo da poterne stimarne la portata e la precisione, anche se spesso l'avvicinamento veniva ignorato dai tedeschi e alle navi britanniche era consentito di entrare ben entro la portata effettiva dei cannoni.
Il 2 novembre la batteria prese di mira due palloni da sbarramento britannici che erano andati alla deriva nel mare a nord-ovest di Guernsey e fornivano "strane" letture radar. Insieme ad altre sette batterie più piccole, furono sparati 529 colpi in totale senza alcun effetto.
Nel 1943 la batteria aprì il fuoco contro un bersaglio, il pezzo n.4 ruppe l'anello dopo due colpi e il n.3 al terzo. Anche il cannone n. 1 è stato messo fuori combattimento a causa del danneggimanto del meccanismo di rinculo. I cannoni sparavano proiettili HE da 250 kg utilizzando una carica da 71 kg a 31º. Gli ingegneri arrivarono in aereo, i pezzi di ricambio furono acquistati dal Baltico e le riparazioni furono completate entro un mese. La corazza del tetto della torretta fu aumentata a 150 mm durante il periodo di riparazione. Il rischio di danni è sempre stato un fattore nella decisione di sparare, così come la durata limitata delle canne che avrebbero dovuto essere riportate in fabbrica per sostituire la canna rigata interna.
La batteria Mirus entrò in azione nel corso dell'Operazione Overlord sparando contro le navi Alleate al largo della penisola di Cotentin, danneggiandone due con l'esplosione a vuoto di un colpo da 305.
Successivamente, alle navi Alleate fu ordinato di mantenere una distanza di sicurezza, anche se una serie di incidenti dovuto al fatto che i cacciatorpediniere si avvicinavano troppo provocarono lo sparo di una salva dalla Batteria Mirus.
Ogni cannone poteva sparare un proiettile ogni 60-90 secondi, a seconda dell'elevazione. Le armi furono usate per scopi di propaganda nazista in foto e film.
L'8 maggio 1945, in seguito all'annuncio della resa ufficiale della Germania, l'ammiraglio Friedrich Hüffmeier, comandante della guarnigione delle Isole del Canale, avvertì la Royal Navy che avrebbe sparato con le batterie costiere contro due cacciatorpediniere, l'Beagle che scortava il Bulldog, che venivano ad accettare la resa, a meno che non si ritirassero fino all'ora ufficiale concordata a un minuto dopo la mezzanotte del 9 maggio 1945.
Dopo la fine della seconda guerra mondiale le truppe Alleate sbarcarono a Guarnsey, il 9 maggio 1945, trovando la batteria intatta, in quando il comando tedesco non aveva ricevuto alcun ordine di sabotare i pezzi. La batteria Mirus fu demolita dopo la fine della guerra al fine di recuperarne l'acciaio.

### Fonti
1. ↑  Vitali Hirst 2023, p. 65.
2. 1 2 3 4 5 6  Vitali Hirst 2023, p. 62.
3. ↑  Partridge,  Wallbridge 1983, p. 20.
4. 1 2 3 4 5 6 7 8 9 10 11 12  The Pigs.
5. 1 2  Partridge,  Wallbridge 1983, p. 21.
6. 1 2  Battlefields ww2.
7. ↑  Partridge,  Wallbridge 1983, pp. 24-31.
8. ↑  Partridge,  Wallbridge 1983, p. 35.
9. ↑  Mauger 2014, p. 20.
10. ↑  Forty 2005, p. 168.
11. ↑  Handbook of the Organisation Todt - part 1. Military Intelligence Records Section, London Branch. May 1945.
12. 1 2  Partridge,  Wallbridge 1983, p. 62.
13. 1 2 3 4  Vitali Hirst 2023, p. 63.
14. ↑  Vitali Hirst 2023, p. 64.
15. ↑  McNab 2014, p. 185.
16. ↑  Partridge,  Wallbridge 1983, p. 50.
17. ↑  Partridge,  Wallbridge 1983, p. 53.
18. ↑  Partridge,  Wallbridge 1983, p. 80.
19. ↑  Partridge,  Wallbridge 1983, p. 19.
20. ↑  Partridge,  Wallbridge 1983, pp. 85-90.
21. ↑  Cruickshank 2004, p. 296.